# Halsnøyfjorden
59°45′5″N 5°32′3″Ø / 59.75139°N 5.53417°Ø
Halsnøyfjorden  er en del af  Hardangerfjordens ydre del i i Hordaland fylke i Norge. Den ligger  i Sunnhordland mellem Halsnøy i Kvinnherad kommune i øst og øerne Stord og Sveio i vest. Fjorden er en fortsættelse af Bømlafjorden og går mod øst til Husnesfjorden. I syd, mellem Tittelsnes i vest og Fjelbergøy i øst, går Bjoafjorden mod syd, mens Klosterfjorden går 13 km ret mod  øst  ind til Halsnøy.
Fjorden har indløb i vest mellem Tittelsnes i Sveio i syd og værftet Aker Kværner Stord på Stord i nord. Øst for værftet ligger Leirvik, kommunecenteret på Stord. Herfra går fjorden østover til Halsnøy. 
Den sydligste del af fjorden, ved indløbet til Bjoafjorden, ligger lige indenfor kommunegrænsen til Vindafjord i Rogaland fylke. 
Det går en færgeforbindelse over fjorden mellem Fjelberg på Fjelbergøy og Skjersholmane på Stord.